# Rogeria pellecta
Rogeria pellecta är en myrart som beskrevs av Kempf 1963. Rogeria pellecta ingår i släktet Rogeria och familjen myror. Inga underarter finns listade i Catalogue of Life.